# Francisc-Atila Vaida
Francisc-Atila Vaida (n. 1 octombrie 1957) este un deputat român în legislatura 1996-2000, ales în județul Tulcea pe listele partidului UDMR.

## Legături externe
- Francisc-Atila Vaida Arhivat în 26 februarie 2021, la Wayback Machine. la cdep.ro